# Isandlwana
Isandlwana (escrita también Isandhlwana) es un cerro testigo en la provincia de KwaZulu-Natal, Sudáfrica, a unos 169 km al norte de la ciudad de Durban. Da nombre a la batalla de Isandhlwana, que se libró en sus inmediaciones en 1879.

## Historia
El lugar tiene su importancia histórica porque en sus inmediaciones se libró el 22 de enero de 1879 la conocida batalla de Isandhlwana, en la que unos 20 000 guerreros zulúes aniquilaron a un contingente militar británico de unos 1500 hombres en lo que fue uno de los primeros enfrentamientos de la guerra anglo-zulú. Al frente de los soldados indígenas estaba Ntshingwayo Khoza, quien consiguió infligir al Reino Unido la que sigue siendo su mayor derrota ante un ejército nativo con armamento primitivo.
La colina de Isandlwana se yergue a 16 km al sureste de Rorke's Drift, un vado del río Buffalo, afluente del río Tugela, también recordado en los anales de historia militar como el escenario de la heroica defensa de Rorke's Drift llevada a cabo por 150 soldados británicos ante 4000 zulúes en el año 1879.